# 1816 en musique
| \| • Retour à la chronologie générale de la musique populaire • \| |
| XXIe siècle • XXe siècle • XIXe siècle • XVIIIe siècle XVIIe siècle • XVIe siècle • XVe siècle • XIVe siècle XIIIe siècle • XIIe siècle • XIe siècle • Xe siècle IXe siècle • VIIIe siècle • Haut Moyen Âge • Rome • Grèce |
| • Retour à la chronologie générale de la musique populaire • |

| • Retour à la chronologie générale de la musique populaire • |

| Années de la musique populaire : 1813 - 1814 - 1815 - 1816 - 1817 - 1818 - 1819    |
| Décennies de la musique populaire : 1780 - 1790 - 1800 - 1810 - 1820 - 1830 - 1840 |

## Naissances
- 30 mai : Antoine Clesse, poète et chansonnier belge, mort en 1889.
- 8 juin : Francis Tourte, compositeur, chansonnier et auteur dramatique français, auteur de plus de 500 chansons et mélodies († 5 octobre 1891).
- 16 juillet : Joseph Mazabraud, poète et chansonnier français († 4 février 1898).
- 4 octobre : Eugène Pottier, chansonnier, poète et révolutionnaire français, auteur des paroles de L'Internationale, mort en 1887.